# کلاغ‌ها: قسمت صفر ۲
کلاغ‌ها: قسمت صفر ۲ فیلمی ژاپنی در سبک اکشن به کارگردانی تاکاشی میکه، نویسندگی شوگو موتو و تهیه‌کنندگی ماتائیچیرو یاماموتو محصول سال ۲۰۰۹ است. این فیلم دنباله کلاغ‌ها: قسمت صفر است که در آن شون اوگوری، کیوسوکه یابه، میسا کوروکی و تاکایوکی یامادا نقش‌های خود را در فیلم قبلی تکرار می‌کنند.